# Flagge der Türkei
Die Flagge der Türkei (amtlich türkisch Türk bayrağı, deutsch Türkische Flagge) ist die Nationalflagge der Republik Türkei. Sie wird oft als Mondstern (türk.: Ayyıldız), Rote Flagge (türk.: Albayrak) oder Rote Flagge mit dem Mondstern (türk.: Ayyıldızlı Albayrak) bezeichnet. Verwendung und Aussehen der Nationalflagge sind im Gesetz 2893 vom 22. September 1983 geregelt.

## Beschreibung
| Konstruktion der türkischen Flagge | Benennung                                                                           | Kürzel            | Wert                                      |
| Konstruktion der türkischen Flagge | Farbspezifikation (nicht Bestandteil des Flaggengesetzes)                           |                   | Pantone 186 c CMYK (%): C:0 M:90 Y:80 K:5 |
| Konstruktion der türkischen Flagge | Höhe                                                                                | {\displaystyle h} | frei definierbar                          |
| Konstruktion der türkischen Flagge | Breite                                                                              | {\displaystyle b} | {\displaystyle {\frac {3}{2}}\cdot h}     |
| Konstruktion der türkischen Flagge | Abstand des Mittelpunkts des äußeren Kreises des Mondes zur linken Seite der Flagge | {\displaystyle A} | {\displaystyle {\frac {1}{2}}\cdot h}     |
| Konstruktion der türkischen Flagge | Durchmesser des äußeren Kreises                                                     | {\displaystyle F} | {\displaystyle {\frac {1}{2}}\cdot h}     |
| Konstruktion der türkischen Flagge | Abstand zwischen innerem und äußerem Kreis des Mondes *                             | {\displaystyle C} | {\displaystyle {\frac {1}{16}}\cdot h}    |
| Konstruktion der türkischen Flagge | Durchmesser des inneren Kreises                                                     | {\displaystyle D} | {\displaystyle {\frac {2}{5}}\cdot h}     |
| Konstruktion der türkischen Flagge | Abstand vom Umkreis des Sterns zum inneren Kreis des Mondes                         | {\displaystyle E} | {\displaystyle {\frac {1}{3}}\cdot h}     |
| Konstruktion der türkischen Flagge | Durchmesser des Umkreises des Sterns                                                | {\displaystyle B} | {\displaystyle {\frac {1}{4}}\cdot h}     |
| Konstruktion der türkischen Flagge | Breite der weißen Bande (Liek) beim Führen der Flagge an einem Fahnenmast           | {\displaystyle M} | {\displaystyle {\frac {1}{30}}\cdot b}    |

## Verwendung der türkischen Flagge

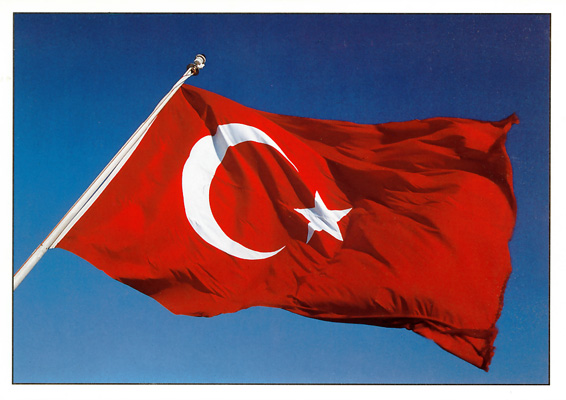
Wehende türkische Flagge

Die Verwendung der türkischen Flagge unterliegt in der Öffentlichkeit einer strengen Kontrolle. Viele Türken betrachten dabei die Flagge als „unantastbar“. Verdreckte, verblichene, zerfledderte Flaggen und Flaggen mit Löchern dürfen nicht verwendet werden. Die Benutzung von beschädigten Flaggen oder von Flaggen, die nicht der oben genannten Spezifikation entsprechen, wird geahndet und der Besitzer aufgefordert, diese durch eine neue, der Spezifikation entsprechende Flagge zu ersetzen.
Als Kleidungsstück darf die Nationalflagge nicht verwendet werden. 2001 wurden acht Ladenbesitzer zur Zahlung einer Geldstrafe von 250 Millionen Lira (damals etwa 150 US-Dollar) verurteilt, weil sie T-Shirts mit der türkischen Nationalflagge verkauft hatten. Nichtstaatliche Organisationen, wie Parteien, Vereinigungen oder Vereine, dürfen die Nationalflagge nicht in ihren Symbolen verwenden. Eine Ausnahme gilt für einige wenige Sportvereine, die die nationalen Symbole im Vereinswappen führen dürfen. Die Verunglimpfung der Nationalflagge ist in jeglicher Form verboten.
Die Flagge wird auch in der Nationalhymne der Türkei, dem İstiklâl Marşı. erwähnt.
Zum Todestag Kemal Atatürks am 10. November wird die Nationalflagge auf halbmast gesetzt. Weitere Anlässe bestimmt der Staatspräsident der Türkei. An Staatsgebäuden muss sie ständig wehen, auch öffentliche Einrichtungen müssen sie setzen. Das Setzen und Einholen der Flagge muss mit einer Zeremonie vollzogen werden. Die Särge von ehemaligen Präsidenten, Märtyrern und Zivilisten und Soldaten unter bestimmten Bedingungen können mit der Nationalflagge bedeckt werden, ebenso Statuen Atatürks bei Enthüllungszeremonien, und Tische bei offiziellen Vereidigungszeremonien.

## Geschichte

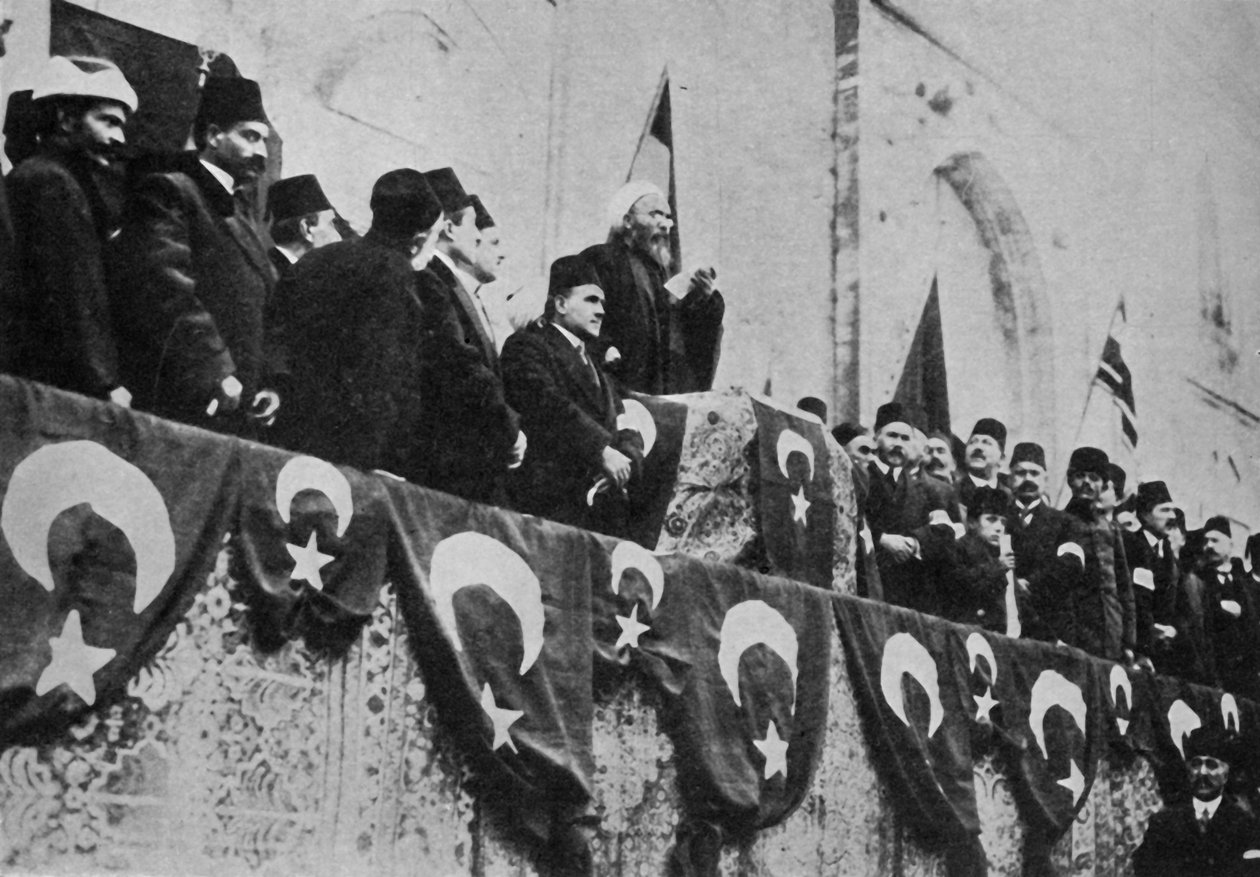
Kriegserklärung des Osmanischen Reichs zum Ersten Weltkrieg am 1. November 1914

Historische Flaggenbücher zeigen eine Vielzahl verschiedener Flaggenvarianten aus osmanischer Zeit. Die Grundform der Nationalflagge wurde offensichtlich im Jahre 1793 unter Sultan Selim III. geschaffen, als grüne Flaggen, die in der Schifffahrt Verwendung fanden, in Rot geändert und der abnehmende Sichelmond und ein mehrzackiger Stern hinzugefügt wurden. Etwa 1844 wurde der heute verwendete fünfzackige Stern etabliert. Diese Version wurde offiziell am 5. Juni 1936 bestätigt.
Um die Herkunft ranken sich zahlreiche Legenden. Eine davon ist, dass ein osmanischer Sultan auf dem Ritt nach einer großen gewonnenen Schlacht bei Dämmerung an einem Bach oder an einem kleinen See vorbeiritt, welcher sich durch das Blut gefallener türkischer Soldaten rot gefärbt hatte. Im Wasser spiegelte sich der Mond (letztes Viertel) mit einigen Sternen. Dieser Anblick berührte den türkischen Herrscher und dieses Bild wurde mit der türkischen Flagge verewigt.

### Flaggen des Osmanischen Reiches

Flagge des Osmanischen Reiches, 1844 bis 1923
Seekriegsflagge, 1793 bis 1844
Flagge des osmanischen Rumelien[2]

Handelsflagge von muslimischen Händlern, 1453 bis 1793
Handelsflagge von jüdischen Händlern, 1453 bis 1793
Handelsflagge von christlich-orthodoxen Händlern (meist Griechen), 1453 bis 1793
Handelsflagge von römisch-katholischen Händlern (meist Albanern), 1453 bis 1793

## Weitere Flaggen in der Türkei

Standarte des türkischen Präsidenten

Die Standarte des türkischen Präsidenten ist eine Version der Nationalflagge mit 16 gelben Sternen und einer Sonne in der Gösch.
Gemeinden und Regionen der Türkei führen eigene Flaggen. Die Flagge Istanbuls zeigt das Emblem der Stadt, das 1969 von Metin Edremit entworfen wurde. Von der Flagge gibt es Versionen in verschiedenen Farben.
Weit verbreitet sind Parteiflaggen, die auf Kundgebungen geschwenkt werden.
Kurden in der Türkei verwenden daneben verschiedene Flaggen in der Farbkombination Rot, Grün und Gelb. So zum Beispiel die Flaggen der Demokratik Toplum Partisi, aber auch die Flagge der Autonomen Region Kurdistan im Irak.

## Türkische Flaggen in anderen Staaten
Die Türkische Republik Nordzypern, die nur von der Türkei als selbstständiger Staat anerkannt ist, führt eine Flagge, die von der Nationalflagge der Türkei inspiriert ist.
Nur 56 Tage existierte 1913 die Türkische Republik Westthrakien. Ihre Flagge wird heute von der türkischen Minderheit in Griechenland verwendet (Westthrakientürken). Der Staat Hatay (1937 bis 1939) verwendete eine Flagge, die jener der Türkei ähnelte. Der Stern wurde aber nur mit der Außenlinie dargestellt.
Immer wieder wird als Symbol der Deutschtürken eine schwarz-rot-goldene Flagge mit dem türkischen, weißen abnehmenden Sichelmond und fünfzackigen Stern im roten Streifen, manchmal auch darüber hinausgehend, verwendet. Diese Flagge hat aber keinen offiziellen Hintergrund, sondern wird von Privatpersonen oder als griffiges Symbol in den Medien benutzt. Im Zusammenhang mit der These von Eurabien tauchen auch Kombinationen aus türkischer und Europaflagge auf. Hierbei handelt es sich aber hauptsächlich um Karikaturen.

Türkische Republik Nordzypern
Türkische Republik Westthrakien, 1913
Staat Hatay, 1937 bis 1939
Deutsch-Türken (inoffiziell)